# Madatyphlops leucocephalus
Espèce
Synonymes
- Typhlops leucocephalus Parker, 1930
- Rhinotyphlops leucocephalus (Parker, 1930)

Madatyphlops leucocephalus est une espèce de serpents de la famille des Typhlopidae. 

## Répartition
Cette espèce est endémique de Somalie.

## Publication originale
- Parker, 1930 : Three new Reptiles from Somaliland. Annals and magazine of natural history, sér. 10, vol. 6, p. 603-606.